# Zavet Saddle
Der Zavet Saddle (englisch; bulgarisch седловина Завет sedlowina Sawet) ist ein 1410 m hoher Bergsattel auf Smith Island im Archipel der Südlichen Shetlandinseln. In der Imeon Range liegt er zwischen dem Slaveykov Peak im Südwesten und Mount Foster im Nordosten. Er stellt die Wasserscheide zwischen dem Dragoman-Gletscher und dem Bistra-Gletscher dar.
Bulgarische Wissenschaftler kartierten ihn 2009. Die bulgarische Kommission für Antarktische Geographische Namen benannte ihn bereits 2008 nach der Stadt Sawet im Nordosten Bulgariens.